# Carlo Canziani
Carlo Canziani (fl. XX secolo) è stato un calciatore italiano, di ruolo difensore.

## Caratteristiche tecniche
Giocò nel ruolo di terzino destro.

## Carriera
Giocò in Serie A con il Legnano.